# الذرعان
الذرعان مدينة وبلدية بدائرة الذرعان ولاية عنابة الجزائرية، تعتبر من أهم البلديات على مستوى ولاية عنابة،  يعود تأسيسها إلى الحقبة الاستعمارية حيث كان أسمها موندوفي Mondovi في عهد الاستعمار الفرنسي للجزائر، أرتقت إلى بلدية سنة 1848 و بعد أستقلال الجزائر سنة 1962 أرتقت إلى دائرة عام 1974.

## الاقتصاد
تتميز الذرعان بطابعها الفلاحي، التجاري والصناعي، حيث يوجد بها أكبر سوق أسبوعي في المنطقة وبها كذلك منطقتان للنشاط الصناعي.

## السكان
يبلغ عدد سكان البلدية 37686 نسمة (إحصاء: 2008).

## الآثار
بها عدة معالم أثرية منها معتقل الاستعمار الفرنسي بحي برج نام

## الرياضة
للمدينة فريق يلعب الموسم 2016/2015 في الجهوي الثاني لرابطة عنابة، اسمه الشباب الرياضي لبلدية الذرعان C.R.B.DREAN والذي تأسس سنة 1932.

## الأحياء والقرى
و يعتبر حي برج نام من أهم الأحياء وأجملها في البلدية نظرا لمناظره الجميلة حيث يسمى أيضا (حي المنظر الجميل)أو(La belle vue)
ويوجدبه أهم معلم أثري لبلدية الدرعان وهو سجن كان يعذب فيه الاحتلال الفرنسي المجاهدين لاستجوابهم ويحتوي أيضا على مقبرة الشهداء الخاصة بالدرعان ومقبرة للاحتلال الفرنسي (جبانة فرانسيس).
ومن أهم القرى قرية عين علام وفداوي موسى

## أعلام
- ألبير كامو